# Manderson-White Horse Creek
Manderson-White Horse Creek – jednostka osadnicza w Stanach Zjednoczonych, w stanie Dakota Południowa, w hrabstwie Shannon.